# Wildensee (Mittenwald)
Wildensee ist ein Gemeindeteil des Marktes Mittenwald im oberbayerischen Landkreis Garmisch-Partenkirchen.
Die Einöde liegt direkt südwestlich am Wildensee, etwa 2,5 km im Nordwesten von Mittenwald.
Einziges Anwesen ist der Berggasthof Wildensee (Wildenseehütte), ein Gasthof mit Pension für Übernachtungsgäste.
1933 war der Ort noch eine Goassoim (Ziegenalm) genannte Hütte. 1951 wurde von Hanni und Anda Tiefenbrunner der Gastronomiebetrieb aufgenommen. 1960 erbaute Anda Tiefenbrunner die Marienkapelle als Dank, dass er gesund aus dem Zweiten Weltkrieg heimgekehrt war.